# 陳文媛
陳文媛（ボボ・チャン）は香港の元歌手、元モデル。いくつかの映画とテレビシリーズに出演した。
彼女は「エディソン・チャンのかつての恋人」として知られている。

## ディスコグラフィー
- bounce (2002)
- Graceful (2002)
- BoBo Chan - Phase 1 The Retrospect (2003)
- Fantasia (2005)

## フィルモグラフィー
- I Do (2000)
- Shadow (2001)
- Women from Mars (2002) [cameo]
- 「THE PARK ザ・パーク」 (2003)
- 「パティシエの恋」(2005）
- Cocktail (2006)

## テレビシリーズ
- Aqua Heroes (2003)
- The Gâteau Affairs (2005)
- Heart Of Fencing (2004)
- Sunshine Heartbeat(2005)